# Caroline Russell
Lady Caroline Russell, duchessa di Marlborough (Londra, 13 gennaio 1743 – Blenheim Palace, 26 novembre 1811), è stata una nobildonna inglese.

## Biografia
Era la figlia di John Russell, IV duca di Bedford, e della sua seconda moglie, Gertrude Leveson-Gower. Suo padre è stato ambasciatore britannico in Francia e Lord presidente del Consiglio.
I suoi nonni paterni erano Wriothesley Russell, II duca di Bedford ed Elizabeth Howland. I suoi nonni materni erano John Leveson-Gower, I conte di Gower e Lady Evelyn Pierrepont, figlia di Evelyn Pierrepont, I duca di Kingston-upon-Hull.
L'8 settembre 1761, Caroline fu una delle damigelle d'onore della principessa Carlotta di Meclemburgo-Strelitz al suo matrimonio con il re Giorgio III del Regno Unito al St. James's Palace.

## Matrimonio
Sposò, il 23 agosto 1762 a Bedford House, George Spencer, marchese di Blandford (26 gennaio 1739–29 gennaio 1817), figlio di Charles Spencer, III duca di Marlborough. Ebbero otto figli:
- Lady Caroline Spencer (1763-1813), sposò Henry Ellis, II visconte Clifden, ebbero due figli;
- Lady Elizabeth Spencer (1764-1812), sposò il cugino John Spencer, ebbero quattro figli;
- George Spencer-Churchill, V duca di Marlborough (1766-1840);
- Lady Charlotte Spencer (1769-1802), sposò il reverendo Edward Nares, ebbero una figlia;
- Lord Henry John Spencer (1770-1795);
- Lady Anne Spencer (1773-1865), sposò Cropley Ashley-Cooper, VI conte di Shaftesbury, ebbero tre figli;
- Lord Francis Almeric Spencer (1779-1845), sposò Lady Frances FitzRoy, ebbero otto figli;
- Lady Sophia Amelia Spencer (1785-1849), sposò Henry Pytches Boyce, non ebbero figli.

## Morte
La duchessa morì a Blenheim Palace il 26 novembre 1811.
Si dice che la regina Carlotta, consorte del re Giorgio III, abbia chiamato Caroline "la donna più orgogliosa d'Inghilterra".

## Ascendenza
|                                         |                                    |                                                 | Genitori                                    |  |  | Nonni |  |  | Bisnonni                      |  |  | Trisnonni                          |  |
|                                         |                                    |                                                 |                                             |  |  |       |  |  | William Russell, lord Russell |  |  | William Russell, I duca di Bedford |  |
|                                         |                                    |                                                 |                                             |  |  |       |  |  | William Russell, lord Russell |  |  | William Russell, I duca di Bedford |  |
|                                         |                                    | lady Anne Carr                                  |                                             |  |  |       |  |  | William Russell, lord Russell |  |  |                                    |  |
| Wriothesley Russell, II duca di Bedford |                                    |                                                 |                                             |  |  |       |  |  | William Russell, lord Russell |  |  |                                    |  |
|                                         |                                    | lady Rachel Wriothesley                         | Thomas Wriothesley, IV conte di Southampton |  |  |       |  |  |                               |  |  |                                    |  |
|                                         |                                    | lady Rachel Wriothesley                         | Thomas Wriothesley, IV conte di Southampton |  |  |       |  |  |                               |  |  |                                    |  |
|                                         |                                    | lady Rachel Wriothesley                         | Rachel de Massue de Rouvigny                |  |  |       |  |  |                               |  |  |                                    |  |
| John Russell, IV duca di Bedford        |                                    | lady Rachel Wriothesley                         |                                             |  |  |       |  |  |                               |  |  |                                    |  |
|                                         |                                    | John Howland                                    | Jeffrey Howland                             |  |  |       |  |  |                               |  |  |                                    |  |
|                                         |                                    | John Howland                                    | Jeffrey Howland                             |  |  |       |  |  |                               |  |  |                                    |  |
|                                         |                                    | John Howland                                    | Grisogona Langley                           |  |  |       |  |  |                               |  |  |                                    |  |
| Elizabeth Howland                       |                                    | John Howland                                    |                                             |  |  |       |  |  |                               |  |  |                                    |  |
|                                         |                                    | Elizabeth Child                                 | sir Josiah Child, I baronetto               |  |  |       |  |  |                               |  |  |                                    |  |
|                                         |                                    | Elizabeth Child                                 | sir Josiah Child, I baronetto               |  |  |       |  |  |                               |  |  |                                    |  |
|                                         |                                    | Elizabeth Child                                 | Hannah Boate                                |  |  |       |  |  |                               |  |  |                                    |  |
| lady Caroline Russell                   |                                    | Elizabeth Child                                 |                                             |  |  |       |  |  |                               |  |  |                                    |  |
|                                         | John Leveson-Gower, I barone Gower | sir William Leveson-Gower, IV baronetto         |                                             |  |  |       |  |  |                               |  |  |                                    |  |
|                                         | John Leveson-Gower, I barone Gower | sir William Leveson-Gower, IV baronetto         |                                             |  |  |       |  |  |                               |  |  |                                    |  |
|                                         | John Leveson-Gower, I barone Gower | lady Jane Granville                             |                                             |  |  |       |  |  |                               |  |  |                                    |  |
| John Leveson-Gower, I conte Gower       | John Leveson-Gower, I barone Gower |                                                 |                                             |  |  |       |  |  |                               |  |  |                                    |  |
|                                         |                                    | lady Catherine Manners                          | John Manners, I duca di Rutland             |  |  |       |  |  |                               |  |  |                                    |  |
|                                         |                                    | lady Catherine Manners                          | John Manners, I duca di Rutland             |  |  |       |  |  |                               |  |  |                                    |  |
|                                         |                                    | lady Catherine Manners                          | hon. Catherine Wriothesley Noel             |  |  |       |  |  |                               |  |  |                                    |  |
| lady Gertrude Leveson-Gower             |                                    | lady Catherine Manners                          |                                             |  |  |       |  |  |                               |  |  |                                    |  |
|                                         |                                    | Evelyn Pierrepont, I duca di Kingston-upon-Hull | Robert Pierrepont                           |  |  |       |  |  |                               |  |  |                                    |  |
|                                         |                                    | Evelyn Pierrepont, I duca di Kingston-upon-Hull | Robert Pierrepont                           |  |  |       |  |  |                               |  |  |                                    |  |
|                                         |                                    | Evelyn Pierrepont, I duca di Kingston-upon-Hull | Elizabeth Evelyn                            |  |  |       |  |  |                               |  |  |                                    |  |
| lady Evelyn Pierrepont                  |                                    | Evelyn Pierrepont, I duca di Kingston-upon-Hull |                                             |  |  |       |  |  |                               |  |  |                                    |  |
|                                         |                                    | lady Mary Feilding                              | William Feilding, III conte di Denbigh      |  |  |       |  |  |                               |  |  |                                    |  |
|                                         |                                    | lady Mary Feilding                              | William Feilding, III conte di Denbigh      |  |  |       |  |  |                               |  |  |                                    |  |
|                                         |                                    | lady Mary Feilding                              | Mary King                                   |  |  |       |  |  |                               |  |  |                                    |  |
|                                         |                                    | lady Mary Feilding                              |                                             |  |  |       |  |  |                               |  |  |                                    |  |